# Fritz Theodor Overbeck
Fritz Theodor Overbeck (* 2. August 1898 in Worpswede; † 22. Februar 1983 in Bremen) war ein deutscher Botaniker. Er zählt zu den Begründern der Moorbotanik und Pollenanalyse in Mitteleuropa.

## Leben
Fritz Theodor Overbeck wurde als Sohn des Malerehepaares Fritz Overbeck (1869–1909) und Hermine Overbeck-Rohte (1869–1937) im mitten im Teufelsmoor gelegenen Worpswede geboren. Das geistige Klima seines Elternhauses förderte nicht nur seine Liebe zum Zeichnen, sondern auch seine naturwissenschaftliche Ambition. Neben seinen wissenschaftlichen Werken widmete sich Overbeck auch der Literatur.
Fritz Theodor Overbeck besuchte das Realgymnasium in Vegesack. Nachdem er dort das Abitur abgelegt hatte, trat er in den Militärdienst ein und kam bereits 1917 an die Front. Schon im Oktober 1918 wurde er schwer krank entlassen. Nach dem Krieg entschloss sich Overbeck für ein Studium der Naturwissenschaften in Kiel. Dort war im Februar 1919 ein Zwischensemester für Kriegsteilnehmer eingerichtet worden. Das Studium setzte Overbeck im Sommer 1919 in Heidelberg fort. Nach seinem Examen trat Overbeck zunächst eine Assistentenstelle in Freiburg im Breisgau an. Danach wechselte er 1924 an das Botanische Institut in Frankfurt am Main und begann in den sieben Hochmooren der Rhön mit der Pollenanalyse. An seinen weiteren Stationen als Assistent in Breslau und Hochschullehrer in Hannover, Bonn und Kiel befasste er sich weiterhin mit der Moor- und Waldgeschichte. 1965 wurde er zum korrespondierenden Mitglied der Göttinger Akademie der Wissenschaften gewählt.

## Leistungen
Als Biologe erforschte Overbeck die Vegetation, das Klima und die Siedlungsgeschichte der Moore und avancierte zum führenden Moorbotaniker. Insbesondere auf dem Gebiet der Pollenanalyse setzte er Maßstäbe. Er gehörte jener Generation von Botanikern an, die noch das gesamte Gebiet der Wissenschaft überblicken konnten. Den theoretischen Hintergrund der Pollenanalyse beschreibt Overbeck in der Botanisch-geologischen Moorkunde (1975). Aber er sah die Moore nicht nur als Untersuchungsobjekt, sondern plädierte aufgrund der seit seiner Kindheit gewachsenen emotionalen Bindung an diesen Lebensraum für die Sicherung der verbliebenen Hochmoorreste. In einem Gutachten setzte sich Overbeck 1958 speziell für die Erhaltung eines Teiles des Ahlenmoores bei Bederkesa ein, wie er es zuvor schon für die Esterweger Dose getan hatte.
Overbeck starb 1983 in seinem Bremer Elternhaus, zwei Jahre nachdem das „Niedersächsische Moorschutzprogramm“ aufgelegt worden war, welches weitreichende Maßnahmen zum Schutz der naturbelassenen Moore und die Renaturierung entwässerter Standorte vorsah. Fritz Theodor Overbeck wird als Vorreiter für einen umfassenden Moorschutz angesehen.

## Werke
- Eine Kindheit in Worpswede. Röver-Verlag Bremen, 1975, ISBN 978-3-8768-1054-6
- Die nordische Königin. Röver-Verlag Bremen, 1978, ISBN 3-87681-081-7
- Allerlei Allotria zwischen Weser und Elbe. Röver-Verlag Bremen, 1977, ISBN 3-87681-065-5
- Kattenhorns Pferd, Fabeleien um das alte Worpswede, Röver-Verlag Bremen, 1974, ISBN 3-87681-048-5
- Vegesack, du schönes Städtchen, Christians Hamburg, 1979, ISBN 3-7672-0643-9

## Schriften
- Das große Moor bei Gifhorn im Wechsel hygrokliner und xerokliner Phasen der nordwestdeutschen Hochmoorentwicklung, Dorn-Verlag Bremen-Horn, 1952
- Die Moore Niedersachsens in geologisch-botanischer Betrachtung, Stalling-Verlag Oldenburg, 1939
- Botanisch-geologische Moorkunde unter besonderer Berücksichtigung der Moore Nordwestdeutschlands als Quellen zur Vegetations-, Klima- und Siedlungsgeschichte, Wachholtz Neumünster, 1975, ISBN 3-529-06150-6